# هیرونیموس ۲۴۹۹۹
سیارک ۲۴۹۹۹ (به انگلیسی: 24999 Hieronymus، نامگذاری:1998OY4) بیست و چهار هزار و نهصد و نود و نهمین سیارک کشف شده‌است که در ۲۴ ژوئیه ۱۹۹۸ کشف شد.
قدر مطلق سیارک برابر ۱۷.۰ است.